# Представа
Представа е образите на предметите и явленията, които възникват, когато те непосредствено въздействат върху сетивните органи на човека, не изчезват с прекъсване на въздействието, а се запазват в съзнанието за определено време и могат да бъдат възстановени.
Представата е отражение под формата на образ на обект или явление в съзнанието на личността.
Представата е вторичен образ и има твърде неясна структура. Представите могат да се разглеждат като символна дейност, която спомага на човека да пресъздава (изследователно) и умствено да манипулира перцептивните (възприятийни) свойства на средата, както външни свойства (форма, разстояние, цвят, звук), така и свойства на вътрешната среда (представяне и движение на ум).
По отношение на точността, пълността и яркостта на зрителните представи е налице феноменът ейдетизъм. Ейдитичната представа е зрителен образ, който се запазва дълго време след въздействието на обекта върху сетивния орган и който е точен до най-малките подробности. За представата е характерна пространствената панорамност (полиизмерност). За разлика от възприятието, при представата отделянето на обекта, може да не се съотнася към фона. Представите често са репрезентация само на отделни части на обекта и са твърде променливи. Въз основа на едно и също възприятие могат да се породят представи, които значително се различават по между си. Всяка представа е в известна степен обобщен образ.
Представата е необходим, съдържателен компонент на речевата репрезентация на света. Представата и понятието са в тясна връзка. Конкретните понятия се опират на зрителни представи. Представата е степен на прехода от възприятието към мисленето.

## Видове представи и функции
- По произход: възникват въз основа на възприятието и мисленето. Представите, които възникват на базата на възприятието са основни за сетивното познание на личността. Те се съхраняват в паметта и са необходими за разпознаване и ориентиране в света.
- На основата на въображението: служат за сравнение, за обогатяване на личността. В съвременната наука се обръща внимание на представи които се материализират под формата на схеми, модели пресъздаващи по нагледен начин научната картина на действителността.